# Thiemo de Bakker
Thiemo de Bakker (* 19. září 1988 v Haagu, Nizozemsko) je současný nizozemský profesionální tenista, vítěz juniorského Wimbledonu 2006 ve dvouhře. Ve své dosavadní kariéře nevyhrál na okruhu ATP World Tour žádný turnaj. Nejvýše byl umístěn 19. července 2010, kdy figuroval na 40. místě.

## Finálové účasti na turnajích ATP World Tour (0)
Žádného finále na ATP se neúčastnil.

## Tituly na turnajích ATP Challenger Tour (5)

### Dvouhra (4)
| Č. | Datum           | Turnaj        | Povrch | Soupeř ve finále | Výsledek      |
| 1. | 2. srpen, 2009  | Tampere       | antuka | Peter Luczak     | 6-4, 7-6(7)   |
| 2. | 15. srpen, 2009 | Vigo          | antuka | Thierry Ascione  | 6-4, 4-6, 6-2 |
| 3. | 23. srpen, 2009 | San Sebastián | antuka | Filip Krajinović | 6-2, 6-3      |
| 4. | 6. září, 2009   | Brašov        | antuka | Pere Riba        | 7-5, 6-0      |

### Čtyřhra (1)
| Č. | Datum           | Turnaj | Povrch | Partner        | Soupeř ve finále                         | Výsledek    |
| 1. | 15. srpen, 2009 | Vigo   | antuka | Raemon Sluiter | Pedro Clar Rossello Albert Ramos Viñolas | 7-6(5), 6-2 |

## Davisův pohár
Thiemo de Bakker se zúčastnil 4 zápasů v Davisově poháru  za tým Nizozemska s bilancí 4-4 ve dvouhře a 0-1 ve čtyřhře.

## Postavení na žebříčku ATP na konci sezóny

### Dvouhra
| Rok    | 2006 | 2007   | 2008   | 2009  |
| Pořadí | 468. | ▲ 407. | ▲ 250. | ▲ 96. |

### Čtyřhra
| Rok    | 2005  | 2006   | 2007   | 2008   | 2009   |
| Pořadí | 1442. | ▲ 801. | ▲ 238. | ▼ 859. | ▲ 382. |